# 보은 법주사 석조희견보살입상
보은 법주사 석조희견보살입상(報恩 法住寺 石造喜見菩薩立像)은 충청북도 보은군 속리산면, 법주사에 있는 남북국 시대 신라의 보살상이다. 
2004년 10월 7일 대한민국의 보물 제1417호 법주사희견보살상(法住寺喜見菩薩像)으로 지정되었다가, 2010년 8월 25일 현재의 명칭으로 변경되었다.

## 개요
보은 법주사 석조희견보살입상은 지대석 위에 비교적 큰 향로를 머리에 이고 서 있는 흔치 않은 조각상이다. 희견보살상으로 불리어 오고 있으나 그 유래에 대해서는 자세히 알 수 없다. 하부 대석과 신부, 그리고 향로 받침까지가 1석이고 그위에 발우형 향로가 올려져 있다. 부처님께 향불을 공양 올리는 독특한 조각상이다.
조각은 얼굴부분이 심하게 파손되었으나, 그 밖의 부분은 비교적 양호하다. 특히 향로를 받쳐 든 두 팔의 모습이나 가슴부위의 사실적 표현과 함께 배면에 나타난 천의의 표현기법은 절묘하여 같은 경내의 쌍사자석등을 제작한 동일한 작가의 작품으로 추정된다.
보은 법주사 석조희견보살입상은 비록 얼굴부분에 손상이 있으나 향로를 받쳐 든 전체적 구성미나 세부 조각수법이 독특한 조각상이다.

## 같이 보기
- 법주사
- 법주사 쌍사자 석등

## 참고 자료
- 보은 법주사 석조희견보살입상 - 국가유산청 국가유산포털